# Muse Software
Muse Software est une ancienne société de développement et d'édition de jeux vidéo américaine fondée en 1978 par Ed Zaron.

## Historique
Muse Software est fondée en 1978 par Ed Zaron. Celui-ci travaille à l’époque dans la société Commercial Credit Corporation, une filiale de Control Data Corporation, pour laquelle il programme en langage machine sur un ordinateur CDC 3000,. Après avoir acheté un ordinateur Apple II en février 1978, il rencontre un de ses collègues, Silas Warner, qui lui apprend à se servir de sa nouvelle machine et avec qui il commence une collaboration. Ils décident alors de fonder leur propre société, dont ils tirent le nom du dictionnaire, et commencent à programmer des jeux et des logiciels. Dans les dix mois suivants, Silas Warner développe ainsi Maze Game, Escape! et Side Shows pendant que Ed Zaron programme Tank War, U-Draw et Music Box. Dès le départ, Silas Warner se focalise ainsi sur la création de jeux vidéo originaux alors qu’Ed Zaron se concentre plutôt sur le développement de logiciel et de programmes plus sérieux. En novembre 1978, la société emménage dans de vrais bureaux à Baltimore et Ed Zaron recrute son premier employé, Maggie Black, pour gérer tout ce qui n’est pas directement lié à la programmation : inventaire, emballage, expédition  et comptabilité. Début 1979, ils publient Dr. Memory, leur premier programme sur disquette et un des premiers traitements de texte disponible sur Apple II. Plusieurs mois après, Ed Zaron le retravaille en profondeur pour en corriger certains défauts avant de le rééditer sous le titre SuperText, qui devient le premier programme écrit pour l’Apple II à bénéficier d’une protection contre la copie. Début 1980, la société déménage à nouveau et ouvre un point de vente. Silas Warner, qui travaille jusque-là pour Muse comme développeur indépendant tout en étant toujours employé par Commercial Credit Corporation, devient un employé à part entière de la société. Il est rejoint par Jim Black, le mari de Maggie Black, qui devient le responsable du développement de la société.
En 1981, la société connait ses deux plus gros succès avec la sortie de Robot War puis de Castle Wolfenstein qui restent dans le peloton de tête des ventes de jeux sur ordinateurs pendant plusieurs mois. Castle Wolfenstein dépasse ainsi les 20 000 copies vendues en juin 1982 puis 75000 fin 1983 après la sortie de son adaptation sur Commodore 64. Portée par ce succès et par celui des logiciels Know Your Apple et Know Your Apple IIe, qui se vendent à plus de 25 000 exemplaires, Muse Software réalise un chiffre d'affaires de 6 000 000 $ en 1983. La société compte alors 35 employés, dont neuf programmeurs.
En 1982, Muse Software édite le jeu de David Shapiro The Caverns of Freitag, qui influencera considérablement le développement de Dragon Slayer au Japon en 1984, et par extension les premiers jeux vidéo de rôle japonais,.

## Produits
| Année | Titre                            | Développeur               | Genre                  | Plate-forme                         |
| ----- | -------------------------------- | ------------------------- | ---------------------- | ----------------------------------- |
| 1978  | Escape!                          | Silas Warner              | Jeu de labyrinthe      | Apple II                            |
| 1978  | Maze Game                        | Silas Warner              | Jeu de labyrinthe      | Apple II                            |
| 1978  | Music Box                        | Ed Zaron                  |                        | Apple II                            |
| 1978  | Side Shows                       | Silas Warner              | Jeu d'action           | Apple II                            |
| 1978  | Tank War                         | Ed Zaron                  | Jeu d'action           | Apple II                            |
| 1978  | U-Draw                           | Ed Zaron                  | Logiciel graphique     | Apple II                            |
|       |                                  |                           |                        |                                     |
| 1979  | Dr. Memory                       | Silas Warner              | Traitement de texte    | Apple II                            |
| 1979  | Global War (en)                  | Alan Boyd                 | Jeu vidéo de stratégie | Apple II                            |
| 1979  | Super-Text                       | Ed Zaron                  | Traitement de texte    | Apple II                            |
|       |                                  |                           |                        |                                     |
| 1980  | ABM                              | Silas Warner              | Shoot 'em up           | Apple II                            |
| 1980  | Elementary Math                  |                           | Logiciel éducatif      | Apple II                            |
| 1980  | The Voice                        | Silas Warner              | Synthétiseur vocal     | Apple II                            |
| 1980  | Three Mile Island (en)           | Richard Orban             | Jeu de simulation      | Apple II                            |
|       |                                  |                           |                        |                                     |
| 1981  | Castle Wolfenstein               | Silas Warner              | Jeu d'infiltration     | Apple II – Atari 8-bit, C64, IBM PC |
| 1981  | International Gran Prix          | Richard Orban             | Jeu de course          | Apple II                            |
| 1981  | RobotWar                         | Silas Warner              | Jeu de programmation   | Apple II                            |
|       |                                  |                           |                        |                                     |
| 1982  | The Caverns of Freitag           | David Shapiro             | Jeu vidéo de rôle      | Apple II                            |
| 1982  | Cube Solution                    | Leonard Biggerstaff       | Jeu de réflexion       | Apple II                            |
| 1982  | Firebug (en) (rebaptisé Firefly) | Silas Warner              | Jeu d'action           | Apple II                            |
| 1982  | Frazzle                          | J. C. Nolan               | Jeu d'action           | Apple II                            |
| 1982  | Know Your Apple                  |                           | Logiciel éducatif      | Apple II                            |
| 1982  | Super-Text II                    | Ed Zaron                  | Traitement de texte    | Apple II                            |
|       |                                  |                           |                        |                                     |
| 1983  | Antonym Antics                   | Perry Edwards             | Jeu éducatif           | Apple II                            |
| 1983  | Advanced Blackjack               |                           | Jeu de cartes          | Apple II                            |
| 1983  | Rescue Squad                     | John F. Kutcher           | Jeu d'action           | Commodore 64                        |
| 1983  | Titan Empire (en)                | Ed Zaron                  | Jeu vidéo de stratégie | Apple II                            |
| 1983  | Super-Text Professional          | Ed Zaron                  | Traitement de texte    | Apple II – Atari 8-bit, C64, IBM PC |
|       |                                  |                           |                        |                                     |
| 1984  | Beyond Castle Wolfenstein        | Silas Warner              | Jeu d'infiltration     | Apple II – Atari 8-bit, C64, IBM PC |
| 1984  | Intellectual Decathlon (en)      | Gabor et Alexander Laufer | Jeu de réflexion       | Apple II                            |
| 1984  | Space Taxi                       | John Kutcher              | Jeu d'action           | Commodore 64                        |
|       |                                  |                           |                        |                                     |
| 1985  | Leaps and Bounds!                |                           | Jeu d'action           | Atari 8-bit, Commodore 64           |